# Sertularella ampullacea
Sertularella ampullacea is een hydroïdpoliep uit de familie Sertulariidae. De poliep komt uit het geslacht Sertularella. Sertularella ampullacea werd in 1938 voor het eerst wetenschappelijk beschreven door Fraser. 